# Goldschlämmanlage (Altböckstein)

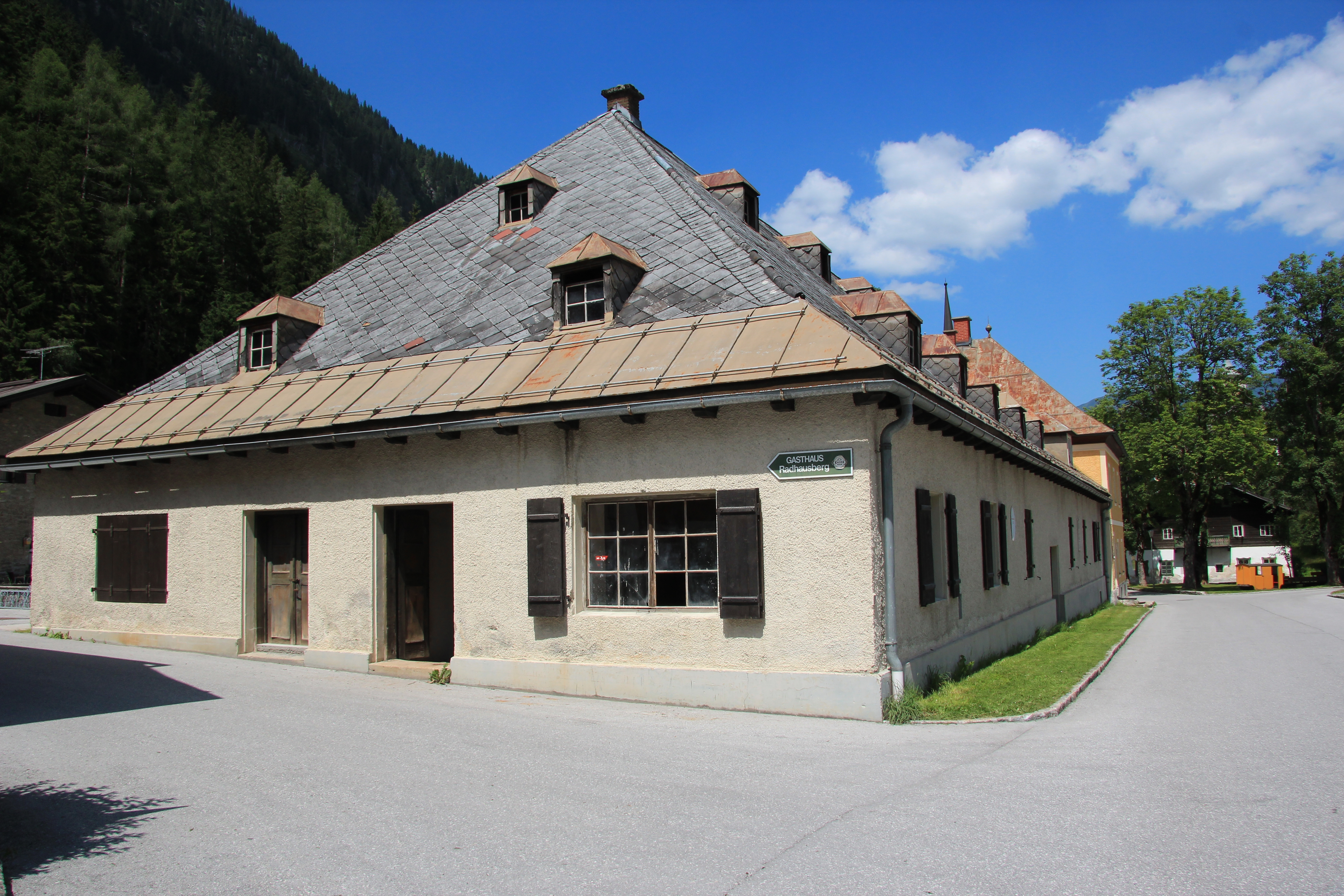
Ehemalige Goldschlämmanlage in Altböckstein

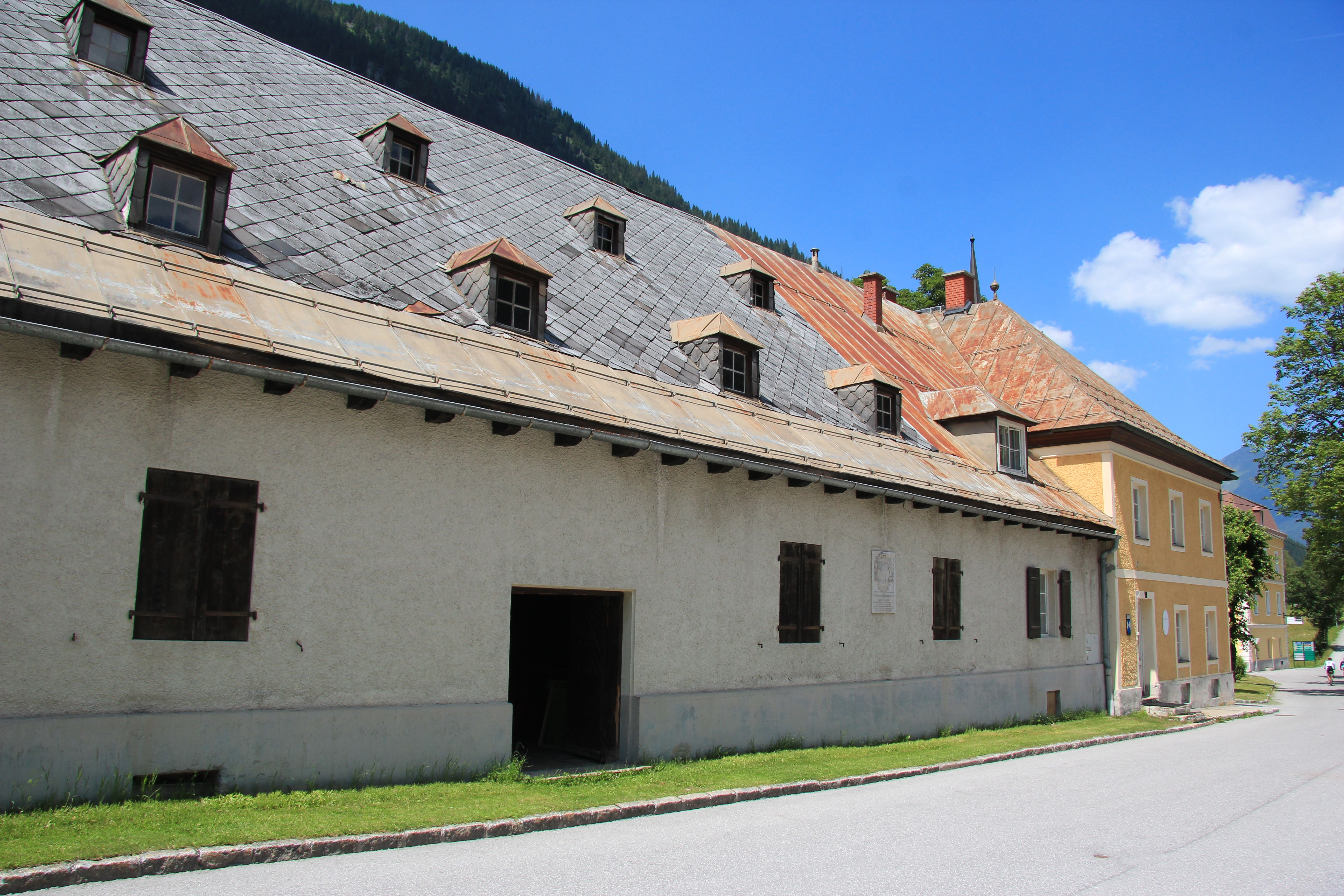
Walmdach mit zwei Reihen Gaupen

Die ehemalige Goldschlämmanlage der historischen Bergwerkssiedlung Altböckstein befindet sich in der Ortschaft Böckstein der Gemeinde Bad Gastein im Bezirk St. Johann im Pongau im Land Salzburg. Sie steht unter Denkmalschutz (Listeneintrag).

## Geschichte
Am 14. Januar 1741 wurden das Pochwerk und das Gold-Waschwerk in der Peck durch eine mächtige Lawine zerstört und weitere Gebäude stark beschädigt. In den folgenden Jahren wurde die Montansiedlung Altböckstein als barockes Bauensemble bis 1745 planmäßig angelegt und 1764 vollendet.
Bis Anfang 1743 wurde die heute noch in Resten sichtbare Hauptwehr angelegt und außerdem der arbeitsaufwändige Wasserkanal für das Energiewassergerinne gegraben. Die Goldschlämmanlage selbst wurde um 1750 auf dem neuesten technischen Stand errichtet.
Die neuen Wasch-Stoßherde brachten die gefüllte Kiste durch eine wassergetriebene Mechanik in eine Rüttelbewegung, die – ihrem Wirkungsgrad nach – der Arbeit des Wäschers bei den Plachenherden entsprach, meist aber viel effizienter war. Statt der Plachen befanden sich am Boden des Waschherdes in bestimmten Abständen querstehende Holzlatten, wobei es auf bestimmte Anordnungen und Kombinationen ankam.
Mit dieser Anlage konnten rund vierzig der früher benötigten fünfzig Waschwerksarbeiter und die Kosten für die verschleißanfälligen Plachen eingespart werden.
Ab 1912 wurde das Gebäude als Magazin genutzt.

## Beschreibung

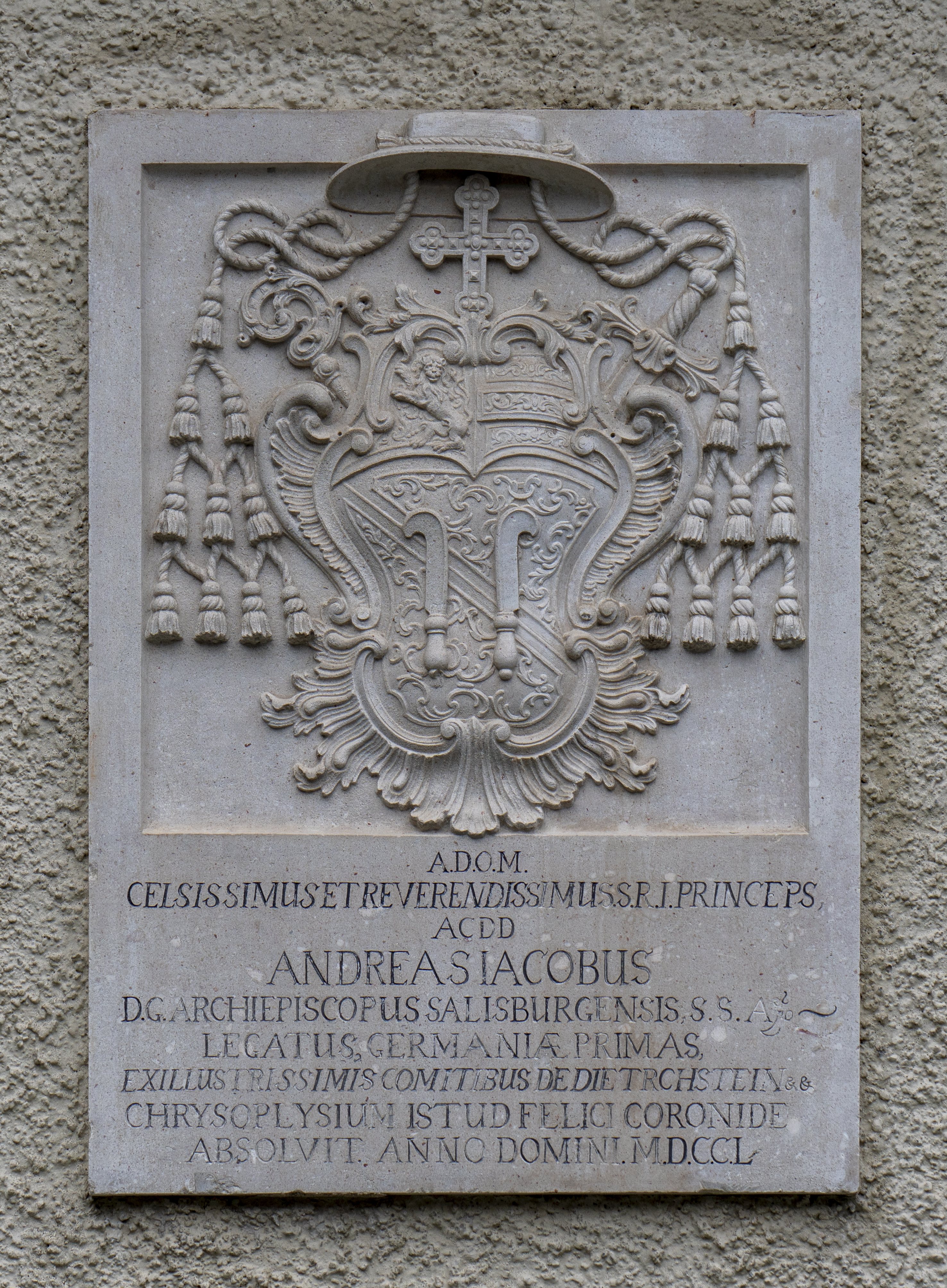
Wappenstein von Erzbischof Andreas Jakob von Dietrichstein, 1750

Das eingeschoßige Gebäude trägt ein hohes barockes Walmdach mit zwei Reihen Gaupen.
An der östlichen Fassade ist ein Wappenstein des Salzburger Erzbischofs Andreas Jakob von Dietrichstein angebracht, der mit der Jahreszahl MDCCL (1750) bezeichnet ist.
Nordöstlich ist das flächenmäßig kleinere, aber höhere Colloredohaus Altböckstein, das ehemalige Verwalterhaus, angebaut.
Über dessen Eingangsportal befindet sich ein Wappenstein von Erzbischof Hieronymus von Colloredo aus dem Jahr 1782.
Auf der gegenüberliegenden Straßenseite befindet sich das Wäscherhaus von Altböckstein.